# Енько, Анатолий Валерьянович
Анатолий Валерьянович Енько́ — советский военный деятель, генерал-майор, лауреат Сталинской премии второй степени (1953).

## Биография
Родился 22 декабря 1905 года в Пензе.
В РККА — с 1928 года.
Член ВКП(б).
Занимал ряд инженерных и командных должностей в Рабоче-Крестьянской Красной Армии.
Занимался инженерной работой во время Великой Отечественной войны: начальник проектно-конструкторского бюро инженерного комитета Красной Армии, заместитель начальника Центрального проектно-исследовательского института Красной Армии.
После Великой Отечественной войны в звании генерал-майора инженерных войск продолжил службу в Советской Армии и занимался инженерной деятельностью в её рядах: начальник Семипалатинского учебного полигона Министерства обороны СССР (1950—1957).
За подготовку и проведение испытаний изделий РДС-6с, РДС-4 и РДС-5 на полигоне № 2 был в составе коллектива удостоен Сталинской премии 2-й степени за 1953 год.
В отставке — с 1961 года.
Умер после 1985 года.

## Награды
- орден Ленина (4.1.1954, 30.12.1956)
- орден Красного Знамени (17.5.1951)
- орден Отечественной войны I степени (6.4.1985)
- орден Красной Звезды (4.4.1943, 6.5.1946)
- Сталинская премия второй степени (1953) — за подготовку и проведение испытаний изделий РДС-6с, РДС-4 и РДС-5 на полигоне № 2